# Ostrosz (owady)
Ostrosz (Piezodorus) – rodzaj pluskwiaków z podrzędu różnoskrzydłych i rodziny tarczówkowatych.
Pluskwiaki o wydłużonym w zarysie, mocno punktowanym i pozbawionym owłosienia ciele. Głowę mają co najwyżej trochę szerszą niż dłuższą. Przedplecze ma nieodstające kąty boczne (rogi) i wykształcone w formie żebra krawędzie boczne. Środkiem śródpiersia, między biodrami biegnie żebro, które na przedzie jest wyższe niż z tyłu. Na pleurytach zatułowia wyraźnie widać ujścia gruczołów zapachowych zaopatrzone w długie i ku końcowi zwężone kanaliki wyprowadzające. Odwłok ma na trzecim sternicie skierowany w przód, długi, sięgający do bioder odnóży środkowej pary lub jeszcze trochę dalej wyrostek. Ubarwienie listewki brzeżnej odwłoka jest jednolite, pozbawione ciemnych plam.
Rodzaj palearktyczny, związany głównie z wydmami i obszarami pustynnymi. W Europie reprezentowany jest przez 4 gatunki, z których w Polsce stwierdzono tylko ostrosza rączycowatego.
Takson ten wprowadził w 1860 roku Franz Xaver Fieber. Obejmuje 13 opisanych gatunków:
- Piezodorus bequaerti Schouteden, 1913
- Piezodorus flavulus (Germar, 1837)
- Piezodorus guildinii (Westwood, 1837)
- Piezodorus hessei Leston, 1953
- Piezodorus hybneri (Gmelin, 1790)
- Piezodorus inexpertus (Walker, 1867)
- Piezodorus lituratus (Fabricius, 1794) – ostrosz rączycowaty
- Piezodorus oceanicus (Montrouzier, 1864)
- Piezodorus punctipes Puton, 1889
- Piezodorus punctiventris (Dallas, 1851)
- Piezodorus purus (Stål, 1853)
- Piezodorus rubrofasciatus (Fabricius, 1787)
- Piezodorus teretipes (Stål, 1865)